# Stanisław Wultański
Stanisław Wultański (ur. 7 czerwca 1896 w Wielgolesie, zm. 19 listopada 1972 w Brodnicy) – major piechoty Wojska Polskiego, działacz niepodległościowy, kawaler Orderu Virtuti Militari.

## Życiorys
Urodził się we wsi Wielgolas, w ówczesnym powiecie pułtuskim guberni łomżyńskiej, w rodzinie Szczepana, rolnika na 20 morgach, i Katarzyny ze Szczerbów. Był starszym bratem Jana (1904–1939), kapitana Wojska Polskiego. Uczył się w Seminarium Nauczycielskim w Siennicy, które w 1915 zostało ewakuowane do Woskriesienska. Tam w 1916 otrzymał świadectwo maturalne.
W styczniu 1917 wcielony do moskiewskiego 191 zapasowego pułku piechoty. W lutym tego roku skierowany do Szkoły Oficerów Rezerwy Piechoty. Po jej ukończeniu awansowany na stopień chorążego i wyznaczony na stanowisko dowódcy plutonu w 20 zapasowym pułku piechoty. We wrześniu 1917 przeniesiony do I Korpusu Polskiego w Rosji. Po rozwiązaniu korpusu powrócił do kraju i wstąpił do Polskiej Organizacji Wojskowej.
Przyjęty w dniu 11 listopada 1918 w szeregi odrodzonego Wojska Polskiego z przydziałem do 34 pułku piechoty, w którym pełnił obowiązki dowódcy plutonu, a następnie kompanii. Z pułkiem brał udział w wojnie z bolszewikami, a za poświęcenie i okazane męstwo w walce z bolszewikami otrzymał Krzyż Srebrny Orderu Virtuti Militari.
Po wojnie pozostał w zawodowej służbie wojskowej.
Z dniem 26 lutego 1925 został przeniesiony do Korpusu Ochrony Pogranicza i przydzielony do 18 batalionu granicznego na stanowisko dowódcy plutonu, a następnie kompanii. W październiku 1927 został przeniesiony z KOP do 67 pułku piechoty w Brodnicy na stanowisko dowódcy kompanii. 1 stycznia 1936 otrzymał awans na majora i objął obowiązki dowódcy batalionu w 67 pp. W 1938 był na kursie w Centrum Wyszkolenia Piechoty. Przeniesiony 8 maja 1939 na stanowisko dowódcy batalionu ON „Żnin”. Walczył we wrześniu 1939, a w walkach nad Bzurą został wzięty do niewoli. Jeniec oflagu, z którego został uwolniony przez wojska angielskie. Leczył się w wojskowych szpitalach, które znajdowały się w Delmenhorst, Getyndze oraz Bomlitz.
Do kraju powrócił 29 czerwca 1947 i zamieszkał w Brodnicy. Pracował tam w Powiatowym Związku Samopomocy Chłopskiej, Urzędzie Likwidacyjnym, Technikum Handlowym oraz w Zakładach Mięsnych. Od 1961 na emeryturze. Zmarł w Brodnicy i został pochowany na miejscowym cmentarzu.
Żonaty z Łucją z Osmańskich (ur. 1904), z którą miał syna Jerzego (1930–2021).

## Ordery i odznaczenia
- Krzyż Srebrny Orderu Virtuti Militari nr 1590[3] – 28 lutego 1921[7]
- Krzyż Walecznych czterokrotnie[8]
- Złoty Krzyż Zasługi – 25 maja 1939 „za zasługi w służbie wojskowej”[9]
- Medal Niepodległości – 13 września 1933 „za pracę w dziele odzyskania niepodległości”[10][11]
- Medal Pamiątkowy za Wojnę 1918–1921 – 1928[1]
- Medal Dziesięciolecia Odzyskanej Niepodległości – 1928[1]
- Medal Zwycięstwa – 22 lipca 1925[12]